# Saroba niphomacula
Saroba niphomacula là một loài bướm đêm trong họ Noctuidae.